# Tirupathur
Tirupathur là một thành phố và khu đô thị của quận Vellore thuộc bang Tamil Nadu, Ấn Độ.

## Nhân khẩu
Theo điều tra dân số năm 2001 của Ấn Độ, Tirupathur có dân số 60.803 người. Phái nam chiếm 51% tổng số dân và phái nữ chiếm 49%. Tirupathur có tỷ lệ 73% biết đọc biết viết, cao hơn tỷ lệ trung bình toàn quốc là 59,5%: tỷ lệ cho phái nam là 79%, và tỷ lệ cho phái nữ là 67%. Tại Tirupathur, 11% dân số nhỏ hơn 6 tuổi.